# Broussard (cognome)
Broussard è un cognome di lingua italiana.

## Varianti
Broussardi, Brussard.

## Origine e diffusione
Cognome tipicamente settentrionale, è presente prevalentemente in Piemonte e Lombardia.
Potrebbe derivare dal termine francese brousse, "selva", ed essere quindi affine ai cognomi Bosco, Silvani e Silvestri.

## Persone
- Antonio Broussard – militare italiano